# Tout va bien
Tout va bien (br: Tudo Está Bem) é uma minissérie de televisão francesa composta por oito episódios, cada um com cerca de 53 minutos. Criada por Camille de Castelnau e dirigida por Éric Rochant, Xavier Legrand, Cathy Verney e Audrey Estrougo, a série foi lançada em 15 de novembro de 2023 na Disney+.

## Sinopse
A grave doença de Rose, uma menina de 9 anos, transforma a dinâmica familiar, expondo tanto as forças quanto as fraquezas de cada membro. Esse desafio testa a solidariedade entre os familiares, explorando as relações entre mãe e filha, irmãos e irmãs, além da parceria entre marido e mulher.

## Elenco
- Virginie Efira como Claire Vasseur, filha de Pascal e Anne, e tia de Rose
- Nicole Garcia  como Anne Vasseur, esposa de Pascal e avó de Rose
- Sara Giraudeau como  Marion Lafarge, filha de Pascal e Anne, e mãe de Rose
- Angèle Roméo como Rose Lafarge
- Bernard Le Coq como Pascal Vasseur, marido de Anne e avô de Rose
- Yannik Landrein como Stéphane Lafarge, marido de Marion e pai de Rose
- Aliocha Schneider como Vincent Vasseur, filho de Pascal e Anne, e tio de Rose
- Eduardo Noriega como Antonio, companheiro de Claire
- Mehdi Nebbou como Louis, o palhaço do hospital e amante de Marion
- Suzy Bemba  como Alice
- Deborah Grall  como Nina
- Hippolyte Girardot como Philippe Deschamps, o editor
- Judith Henry  como Celine
- Lucie Mancipoz como A enfermeira
- Nina Meurisse  como psicóloga

## Prêmios e indicações
Por sua atuação na minissérie, Sara Giraudeau foi indicada ao prêmio de melhor atriz no Emmy Internacional 2024.